# Sfiatatoio
In biologia lo sfiatatoio è l'organo respiratorio dei cetacei con funzione simile alle narici da cui prende origine e con cui è quindi omologo. Si trova all'apice del capo per permettere all'animale di poter meglio respirare quando si trova in superficie. Una volta emerso, l'animale espelle forzatamente l'aria. Poiché questa è rilasciata dal corpo dell'animale all'atmosfera, in un ambiente quindi a più bassa pressione e più freddo, il vapore acqueo condensa, formando uno spray. Questo è chiamato "soffio" ed è spesso visibile da molto lontano. Poco prima dell'immersione, lo sfiatatoio viene chiuso da una potente muscolatura.

## Produzione del suono
Alcune sacche aeree presenti poco sotto lo sfiatatoio permettono ai Cetacei  di produrre suoni per la comunicazione o l'ecolocalizzazione, in quelle specie che la utilizzano. Queste sacche sono riempite di aria che viene poi rilasciata per produrre il suono, in modo simile a quello che succede rilasciando l'apertura di un palloncino pieno d'aria.

## Anatomia

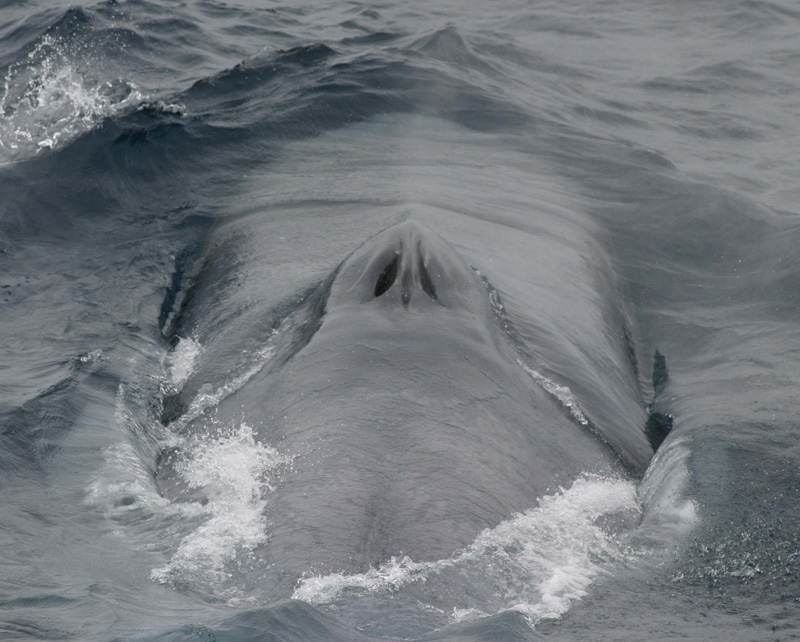
Sfiatatoio in una balenottera azzurra

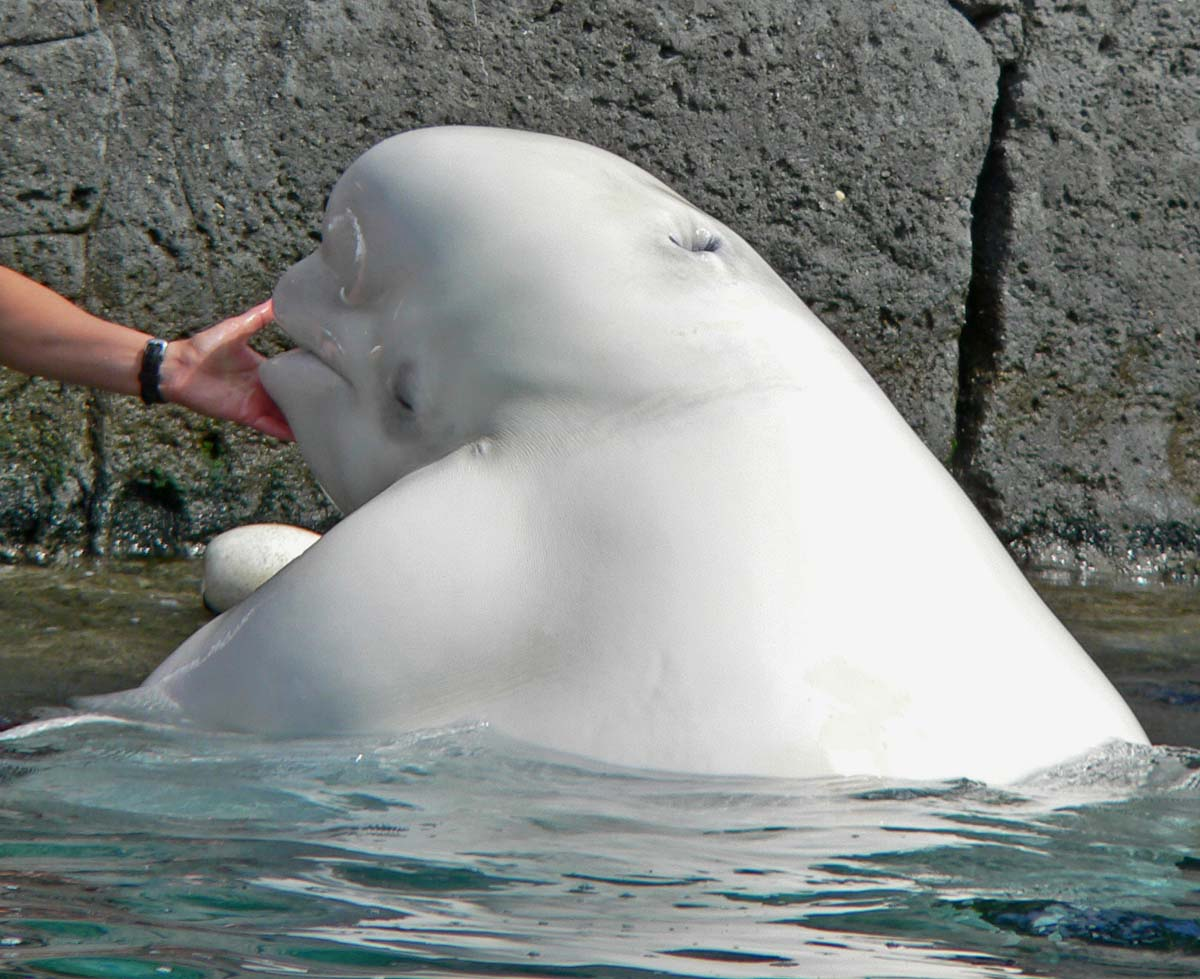
Sfiatatoio in una beluga

Nei Misticeti lo sfiatatoio è composto da due aperture, mentre negli Odontoceti da una sola. Il Capodoglio, essendo un Odontocete, presenta una singola apertura, ma, a differenza degli altri, ha due condotti per l'aria.
Lo sfiatatoio è collegato solo alla trachea e non all'esofago, come avviene negli altri mammiferi. Per questo motivo, non c'è il rischio che il cibo finisca accidentalmente nelle vie aeree, provocando il soffocamento.
La forma e la posizione variano da specie a specie e spesso assumono valore sistematico